# Pasión de Esparraguera
La Pasión de Esparreguera (la Passió d'Esparreguera en catalán) es una representación de la Pasión de Cristo, realizada con escenografía propiamente teatral y con varios intérpretes. El pueblo de Esparreguera se moviliza para hacer realidad las representaciones. Independientemente de los textos, el hecho tradicional persiste. Cada año se representan una decena de representaciones, que tienen lugar en el Teatro de la Pasión, un gran equipamiento teatral inaugurado el 1969 y diseñado específicamente para las representaciones de pasiones. Junto con "La Passió de Olesa de Montserrat" es una de las "pasiones" más importantes de Cataluña.

## Origen
La Contrarreforma, impulsada por la iglesia católica a partir del Concilio de Trento (1545-1563) hace que el drama sacro pase en la calle. A partir del siglo XVII las representaciones experimentan una gran difusión popular y proliferan muchos textos diferentes, que siguen más o menos las versiones tradicionales. La autoridad eclesiástica, pero, consigue depurar y unificar las diferentes versiones popularizadas y así se llega al texto atribuido a Fray Antoni de San Jerónimo, publicado en Vic en 1773, que en realidad es un tipo de compilación de las diferentes versiones existentes. Este texto, es el que se representó a Esparreguera hasta los años cuarenta.
Durante la postguerra, se empieza a plantear la sustitución del texto utilizado hasta entonces, y se representan de diferentes entre los años 1944-1951 y 1952-1959. Finalmente, el poeta local Ramon Torruella, escribe una nueva versión que se estrena en 1960 y que es la que se representa actualmente, estructurada en dos sesiones (cuatro actos y hasta 37 cuadros).

## Descripción
La Pasión de Esparreguera se representa, con algunas variaciones según los años, algunos sábados y todos los domingos y días festivos desde el inicio de la cuaresma hasta la primera semana de mayo, y es mucho más que una celebración teatralitzada de la Pasión, Muerte y Resurrección de Nuestro Señor Jesucristo. Se trata de un espectáculo teatral de gran magnitud, realizado con unas condiciones técnicas excepcionales y extraordinariamente efectistas, pero además es la puesta en escena de una tradición secular, vivida de una manera muy intensa por la gran cantidad de actores y figurantes, todos amateurs. En muchos casos es una tradición transmitida de padres a hijos; muchos de los actores han empezado a participar, de pequeños, como figurantes, para ir subiendo lugares en el escalafón artístico hasta llegar a los papeles más importantes. Otros colaboradores, quizás no han salido nunca a la escena, pero se encuentran igualmente vinculados en esta gran fiesta desde los lugares de responsabilidad técnica: escenografía, tramoya, trucaje, iluminación, o en cualquier otra tarea de apoyo.
La representación, se divide en cuatro actos, y (actualmente, ya que puede variar cada temporada) en 37 cuadros. Tiene dos partes principales, la primera (encuadra los dos primeros actos) trata de la vida pública de Jesús, y la segunda (tercer y cuarto acto), de su pasión, muerte y resurrección. Tradicionalmente, se representa la primera parte por la mañana, y la segunda por la tarde.

## El teatro
El teatro donde se representa "La Passió", estrenado en 1969, fue construido expresamente para representar este espectáculo. Es un teatro de grandes magnitudes, tiene capacidad para 1747 espectadores, su escenario mide 375m², y posee cicloramas, elevadores, y un telar de 25 metros de altura.
La zona interior (camerinos, vestuario...), tiene capacidad para 600 actores.

## Banda sonora
La música de La Passió de Esparreguera fue estrenada en el año 1976, y está compuesta por el esparreguerino Josep Borràs. Se toca y se canta en directo en cada representación por la Orquestra de La Passió, la Coral de La Passió d'Esparreguera, y un órgano de setecientos tubos, lo que es uno de los aspectos más característicos de esta representación. Desde 2009, se puede adquirir la banda sonora en DVD.